# Кафе-мороженое

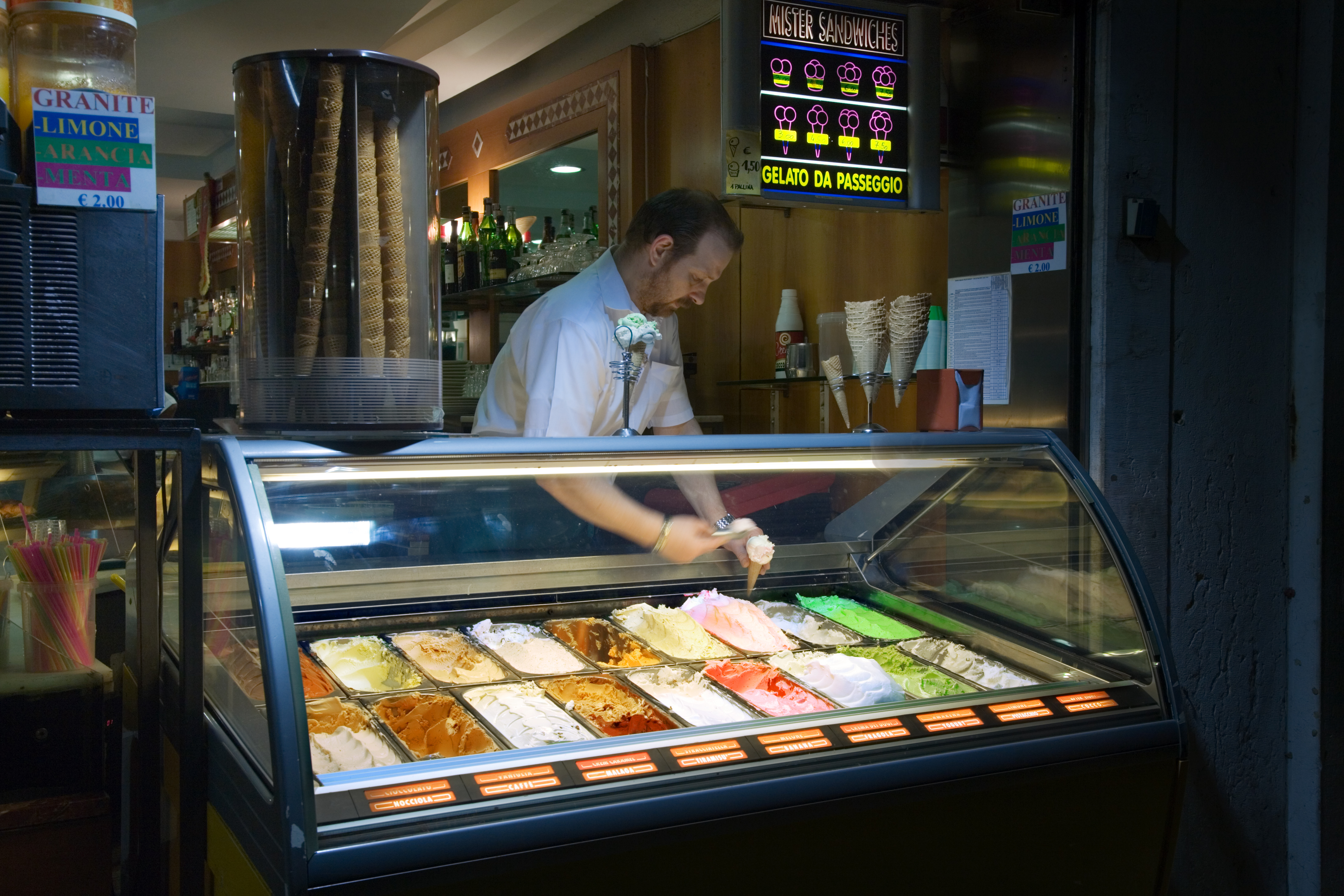
Подача джелато в Венеции, Италия

Кафе-мороженое — предприятие общественного питания, в котором продаются мороженое, джелато, сорбеты и/или замороженные йогурты. Некоторые предприятия готовят десерты из мороженого, например, сандеи, молочные коктейли или даже смеси (известные как бостонские коктейли).

## История

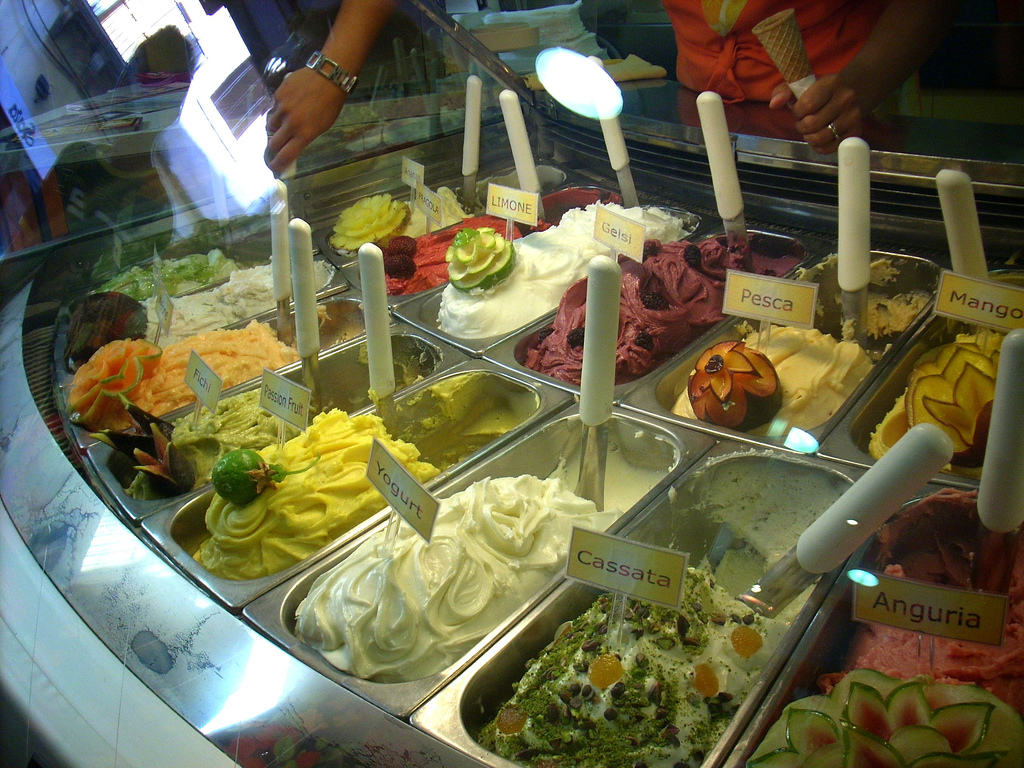
Выбор мороженого на сицилийской джелатерии

В то время как происхождение мороженого часто обсуждается, большинство учёных прослеживают происхождение первого кафе-мороженого во Франции в XVII веке. В 1686 году Франческо Прокопио дель Колтелли открыл первое кафе в Париже. Кафе «Прокоп», названное в честь своего сицилийского основателя, познакомило французов с мороженым. Десерт был подан своим элитным гостям в небольших фарфоровых чашах.
Первая фабрика по производству мороженого в Пенсильвании в 1851 году и промышленное охлаждение в 1870-х годах значительно упростили производство и хранение мороженого. Первая фабрика по производству мороженого была построена молочным торговцем Джейкобом Фасселлом, который покупал молочные продукты у фермеров Филадельфии и продавал их в Балтиморе. Массовое производство мороженого значительно удешевило продукт, сделав его более популярным и доступным для людей низших классов.
В начале 1800-х годов в Филадельфии, штат Пенсильвания, существовала ранняя форма американского кафе-мороженого, в котором продавались «все виды прохладительных напитков, таких как мороженое, сиропы, французские кордиалы, пирожные, клареты лучшего сорта, желе и т. д.». По некоторым данным, первое в США кафе-мороженое открылось в 1790 году в Нью-Йорке.
В 2024 году тайваньский ресторан MINIMAL стал первым кафе-мороженым, получившим звезду «Мишлен».

## Описание
- Джелато — разновидность итальянского мороженого, в котором больше молока и меньше сливок, чем в американском мороженом.
- Сорбет — замороженное лакомство из фруктов, сиропа и льда. Молоко или сливки не используются.
- Замороженный йогурт — распространённая альтернатива мороженому с низким содержанием жира с гладкой текстурой, похожей на софуто-куриму.

Все эти замороженные продукты могут продаваться в вафельных рожках или чашках, в виде сандея и молочных коктейлей. В некоторых салонах также могут продаваться торты-мороженые, эскимо и другие предварительно упакованные замороженные сладости. В дополнение к замороженным десертным продуктам, некоторые современные кафе-мороженые также продают разнообразные горячие фаст-фуды.

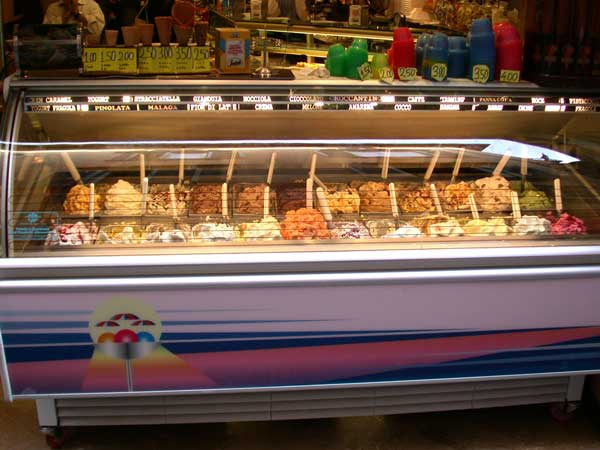
Итальянское кафе-мороженое с разновидностями джелато
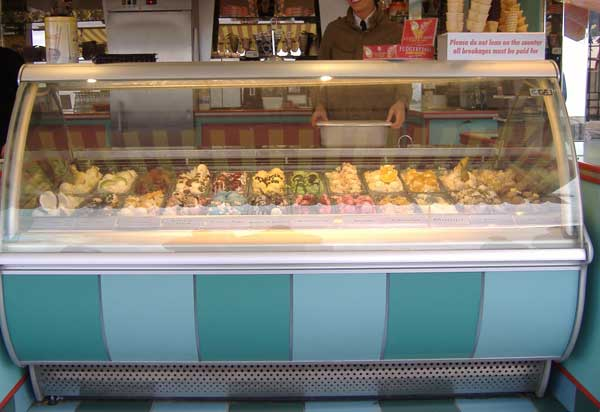
Английское кафе-мороженое с разнообразными сортами традиционного мороженого

## Типы
Кафе-мороженые различаются по размеру и обстановке. В некоторых из них есть только окно заказа и места на открытом воздухе, в то время как другие имеют полностью оборудованные помещения. В некоторых салонах есть окна для проезда. Существуют даже салоны, которые сочетают в себе несколько таких способов. Некоторые салоны остаются открытыми круглый год, как правило, в местах с более тёплой погодой и в городских районах, а другие в более холодном климате остаются открытыми только в тёплые месяцы, особенно с марта по ноябрь. Например, некоторые кафе-мороженые в Вене, Австрия, закрываются в зимние месяцы.

Некоторые[какие?] кафе-мороженое в Москве, Россия, предлагают алкогольные напитки вместе с мороженым.

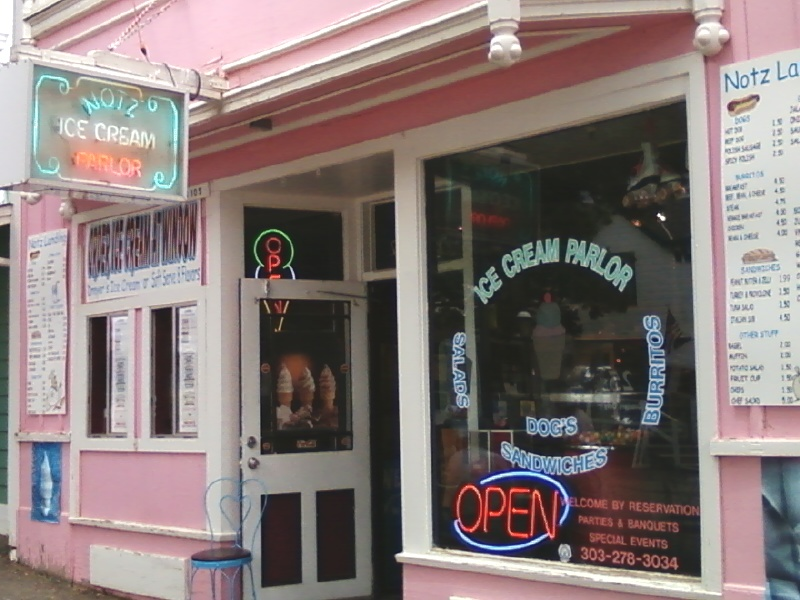
Вход в кафе-мороженое в США
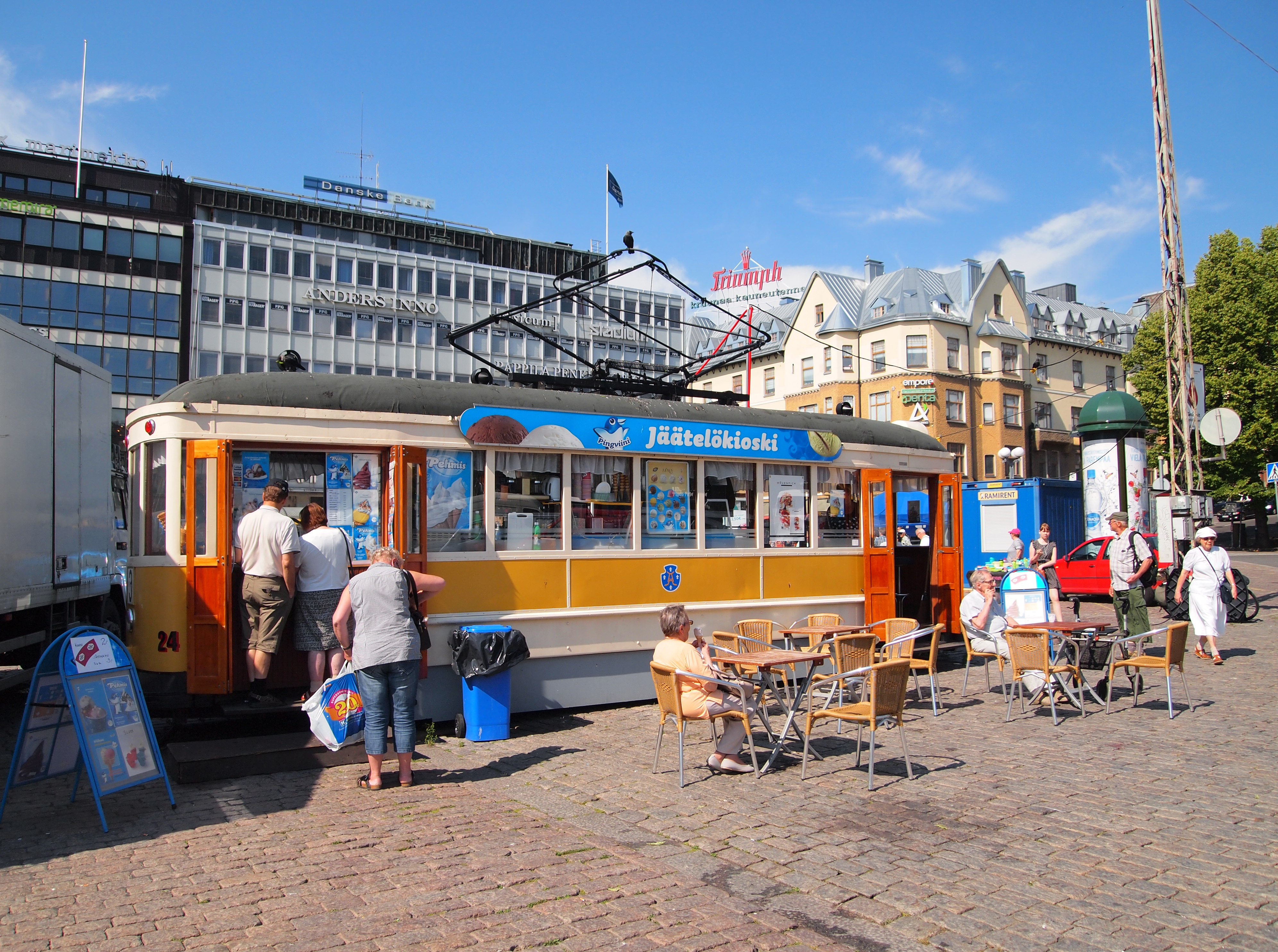
Киоск с мороженым, похожий на трамвай, на торговой площади в Турку, Финляндия